# Xingye
Der Kreis Xingye (chinesisch 兴业县, Pinyin Xīngyè Xiàn; Zhuang Hinghyez Yen) ist ein Kreis der bezirksfreien Stadt Yulin im Südosten des Autonomen Gebiets Guangxi der Zhuang in der Volksrepublik China. Er hat eine Fläche von 1.486,7 km² und zählt 591.700 Einwohner (Stand: Ende 2018). Sein Hauptort ist die Großgemeinde Shinan (石南镇).

## Administrative Gliederung
Auf Gemeindeebene setzt sich die kreisfreie Stadt aus zwölf Großgemeinden und einer Gemeinde zusammen. 